# Terdeghem
Terdeghem település Franciaországban, Nord megyében. Lakosainak száma 518 fő (2022. január 1.). Terdeghem Cassel, Eecke, Sainte-Marie-Cappel, Saint-Sylvestre-Cappel és Steenvoorde községekkel határos.

## Népesség
A település népessége az elmúlt években az alábbi módon változott:
| Lakosok száma | 582  | 565  | 562  | 532  | 527  | 522  | 517  | 518  | 518  |
|               | 2013 | 2015 | 2016 | 2017 | 2018 | 2019 | 2020 | 2021 | 2022 |